# Não conformista

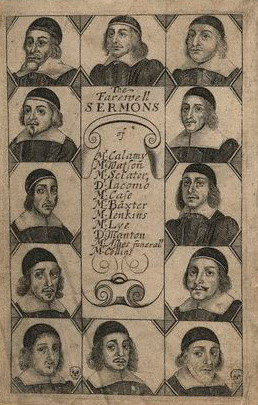
Página de título de uma coleção de Sermões de Despedida pregados por ministros não conformistas expulsos de suas paróquias em 1662.

Na história da igreja inglesa, um não conformista era um protestante que não "se conformava" com o governo e as práticas da Igreja Anglicana. No final do século XIX, o termo incluía especificamente os cristãos reformados (presbiterianos, congregacionalistas), além dos batistas e metodistas.
Um influente ministro não conformista foi Matthew Henry, que, a partir de 1710, publicou seu Comentário em vários volumes que ainda é usado e está disponível no século XXI. Isaac Watts é um ministro não conformista igualmente reconhecido cujos hinos ainda são cantados pelos cristãos em todo o mundo.

## Hoje
Hoje, igrejas protestantes independentes da Igreja Anglicana da Inglaterra ou da Igreja Presbiteriana Escocesa são frequentemente chamadas de "igrejas livres", o que significa que elas estão livres do controle do Estado. Este termo é usado de forma intercambiável com "Não Conformista". Na Escócia, a Igreja Episcopal Escocesa Anglicana é considerada não conformista e, na Inglaterra, a Igreja Reformada Unida, principalmente uma união de presbiterianos e congregacionalistas, está em uma posição similar.